# Hans-Gert Jahn
Hans-Gert Jahn (ur. 21 sierpnia 1945 w Dorfchemnitz) – niemiecki biathlonista reprezentujący barwy NRD, brązowy medalista mistrzostw świata.
Podczas mistrzostw świata w Östersund w 1970 roku wspólnie z Hansjörgiem Knauthe, Dieterem Speerem i Horstem Koschką zdobył brązowy medal w sztafecie. Był też między innymi piętnasty w biegu indywidualnym oraz piąty w sztafecie na mistrzostwach świata w Zakopanem rok wcześniej. Brał również udział w igrzyskach olimpijskich w Grenoble w 1968 roku, plasując się na szóstej pozycji w sztafecie.

## Osiągnięcia

### Igrzyska olimpijskie
| Rok  | Miejscowość | Konkurencje | Konkurencje | Konkurencje | Konkurencje | Konkurencje | Konkurencje | Konkurencje |
| Rok  | Miejscowość | IN          | SP          | PU          | MS          | RL          | MR          | SR          |
| ---- | ----------- | ----------- | ----------- | ----------- | ----------- | ----------- | ----------- | ----------- |
| 1968 | Grenoble    | –           | nd.         | nd.         | nd.         | 6.          | nd.         | –           |

### Mistrzostwa świata
| Rok  | Miejscowość | Konkurencje | Konkurencje | Konkurencje | Konkurencje | Konkurencje | Konkurencje | Konkurencje |
| Rok  | Miejscowość | IN          | SP          | PU          | MS          | RL          | MR          | SR          |
| ---- | ----------- | ----------- | ----------- | ----------- | ----------- | ----------- | ----------- | ----------- |
| 1969 | Zakopane    | 15.         | nd.         | nd.         | nd.         | 5.          | nd.         | –           |
| 1970 | Östersund   | –           | nd.         | nd.         | nd.         | 3.          | nd.         | –           |
| 1971 | Hämeenlinna | 30.         | nd.         | nd.         | nd.         | 10.         | nd.         | –           |